# Средства массовой информации Кыргызстана
Средства массовой информации в Кыргызстане пользуются большей свободой по сравнению с соседними странами в регионе, а конституция гарантирует свободу прессы и запрещает цензуру.
Тем не менее, СМИ по-прежнему ограничены правительством. ОБСЕ выпустила отчет об этических стандартах в печатных и онлайн-СМИ Кыргызстана.

## Пресса
Газеты и журналы:

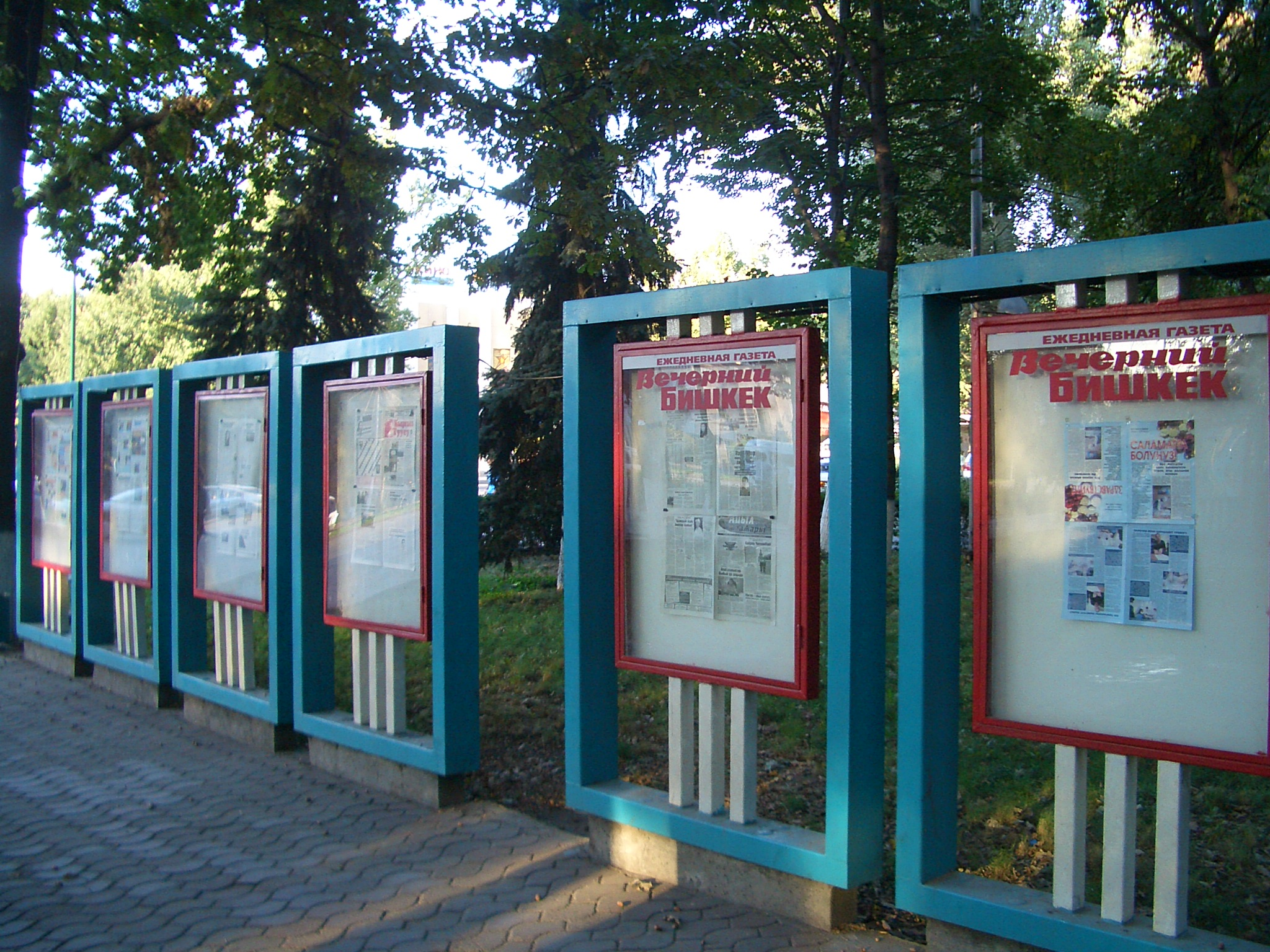
Газетный стенд советского времени в Бишкеке

в 2003 году восемь из 25—30 газет и журналов Кыргызстана принадлежали государству, а государственное издательство «Учкун» было основным издателем газет в стране.
Конкуренция среди средств массовой информации искажается сильной государственной поддержкой проправительственных газет и вещательных компаний (в начале 2000-х годов все большее число таких торговых точек контролировалось лицами, связанными с правительством).
Существуют государственные и частные агентства на киргизском, русском и английском языках.
Клевета перестала быть уголовно наказуемым деянием в Кыргызстане после смены Конституции в 2010 году и соответствующих поправок в Уголовный кодекс годом позже.
Новостные СМИ, как и телевидение и радио, ограничены в том, что они могут сообщать, и редко критикуют правительство. Журналисты в прошлом подвергались преследованиям и запугиванию, которые были как за, так и против правительства, и протестовали, когда президент взял на себя роль заместителя директора в государственной корпорации общественного вещания Кыргызской Республики.

## Телевидение и радио
В настоящее время в Киргизии существует 8 государственных и 20 частных телевизионных сетей. Большинство частных сетей базируются в столице страны, Бишкеке. В 2004 году на 1000 человек приходилось 187,6 телевизора; об использовании радио информации нет.
Есть 23 FM-радиостанции и в общей сложности 13 AM-станций.
Государственные СМИ являются доминирующими, а попытки приватизировать их со стороны оппозиции были заблокированы президентом Курманбеком Бакиевым.
Правительство ограничивает вещание и в прошлом запугивало или закрывало частные сети, отражающие мнение оппозиции.
После смены правительства в 2005 году оппозиционные взгляды в целом получили больше внимания СМИ, чем раньше. Однако доступ представителей СМИ к оппозиции оставался ограниченным. Оппозиционный телеканал «Сентябрь» закрылся по решению киргизского суда.

## Интернет
Интернет использовали более 34 % населения Кыргызстана к 2016 году. Рост использования Интернета привёл к тому, что онлайн-СМИ стали более значительными и играли всё большую роль в политических процессах в стране.
Лучшим примером этого были антикоррупционные протесты, проведённые в Бишкеке в ноябре и декабре 2019 года после того, как Kloop опубликовал исследование совместно с Радио Свобода и Центром по исследования коррупции и организованной преступности о массовой коррупции в киргизской таможенной службе.